# Quaestus variabilis
Quaestus variabilis es una especie de escarabajo del género Quaestus, familia Leiodidae. Fue descrita por Salgado en 1991.

## Distribución
Se encuentra en España.